# Ливайс Стейдиъм
„Ливайс Стейдиъм“ (на английски: Levi's Stadium) e стадион за американски футбол в Санта Клара, окръг Сан Франциско, Калифорния, САЩ. На него домакинските си мачове играе отборът на „Сан Франциско Фортинайнърс“. Първата копка е направена през 2012 година и е официално открит през 2014, като цената му е между 1.3 милиарда щ.д. Капацитетът му е 68 500 души, но може да бъде увеличен до 75 000 души за специални събития.
Планът за изграждане на нов стадион на „Сан Франциско Фортинайнърс“ е още от 2006 година, като предишният стадион на отбора – „Кендълстик Парк“, е разрушен през 2015 година. Правата за име на стадиона са спечелени от американската компания „Ливайс“ (Levi Strauss & Co.) за период от 20 години за 220 милиона щ.д. Впоследствие през 2024 договорът е удължен до 2043 година.
Това е един от стадионите, на който ще се играят мачове от Световното първенство по футбол през 2026
Освен мачове по американски футбол стадионът приема и футболни мачове, кеч събития, колежански спорт, както и множество концерти.